# Impasse Damesme
L'impasse Damesme est une voie du 13e arrondissement de Paris située dans le quartier de la Maison-Blanche.

## Situation et accès

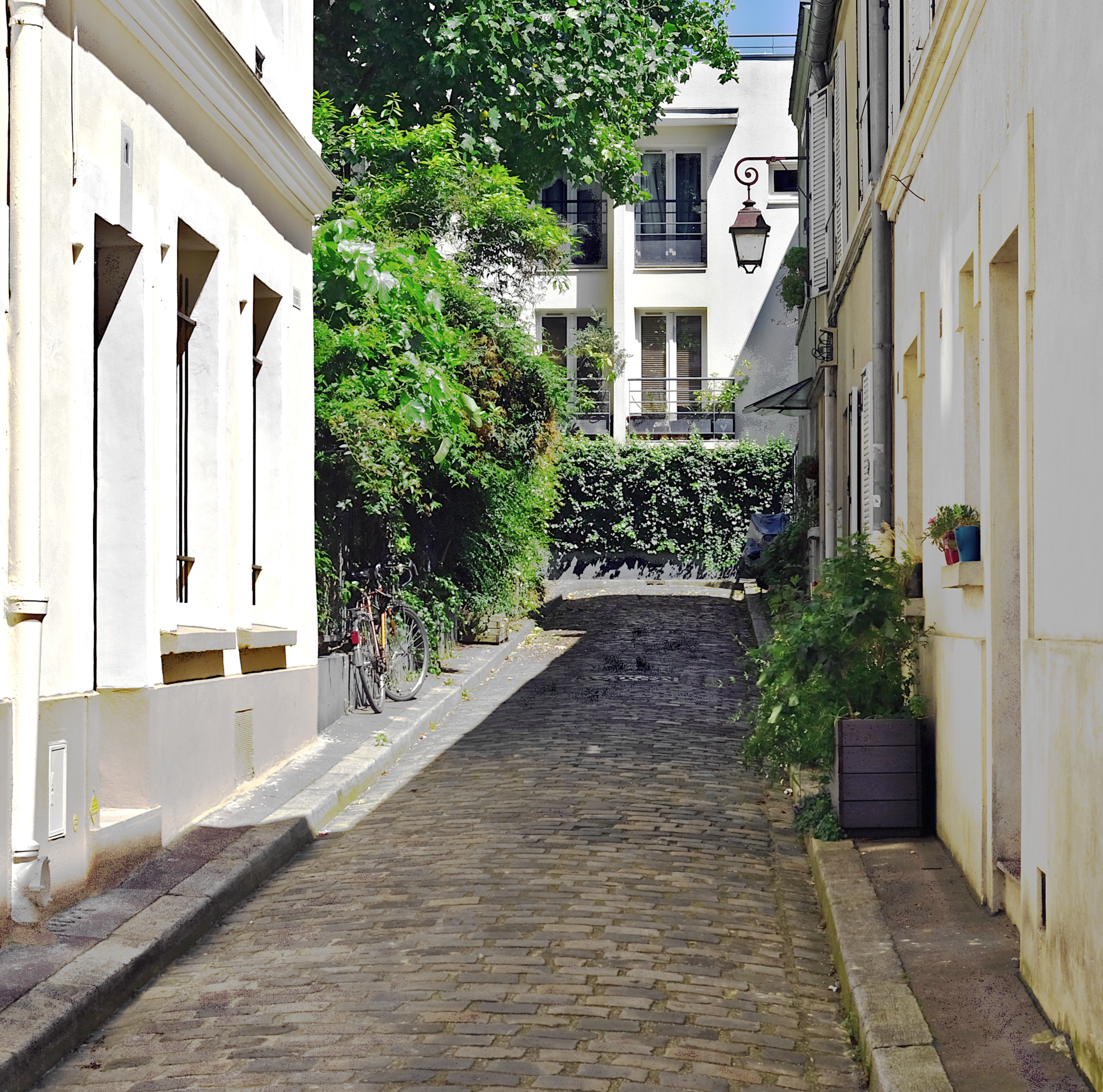
L'impasse Damesme en 2024.

L'impasse Damesme est desservie à proximité par la ligne 7 à la station Maison Blanche et par la ligne 3a du tramway d'Île-de-France.

## Origine du nom
Elle porte le nom de Damesme en raison du renommage de la rue du Bel-Air en rue Damesme.

## Historique
Cette voie, connue au XIXe siècle sur la commune de Gentilly sous le nom d'« impasse du Bel-Air », est incorporée en 1863 à la ville de Paris lors de l'annexion de la zone et prend sa dénomination actuelle le 1er février 1877.